# Scopula acessaria
Scopula acessaria är en fjärilsart som beskrevs av Lederer 1853. Scopula acessaria ingår i släktet Scopula och familjen mätare. Inga underarter finns listade.